# Рутс-рок
Рутс-рок (англ. Roots rock) — рок-музыка, которая тяготеет к своим истокам в фолке, кантри и рок-н-ролле. Понятие связано прежде всего с возникновением в конце 1960-х годов таких гибридных поджанров как кантри-рок и южный рок, которые воспринимались как ответ на доминирование в то время психоделического рока и развитие прогрессивного рока. Само слово roots (с англ. — «корни») в английском языке применительно к музыке зачастую используется, чтобы подчеркнуть её аутентичность и приверженность своим истокам. В отличие от арт-рока, который опирается на виртуозность исполнения и сложность композиций, претендуя на высокий статус, сравнимый с классической музыкой и джазом, основой рутс-рока являются простые композиции на традиционные темы. В 1980-х годах рутс-рок пережил возрождение в ответ на соответствующие тренды в панк-роке, новой волне и хэви-метале.